# Microterys chaetococci
Microterys chaetococci is een vliesvleugelig insect uit de familie Encyrtidae. De wetenschappelijke naam is voor het eerst geldig gepubliceerd in 2012 door Hayat & Poorani.